# Basshunter
Jonas Erik Altberg (Halmstad, 1984. december 22. –) ismertebb nevén Basshunter, svéd énekes, zenei producer és DJ.

## Életpályája

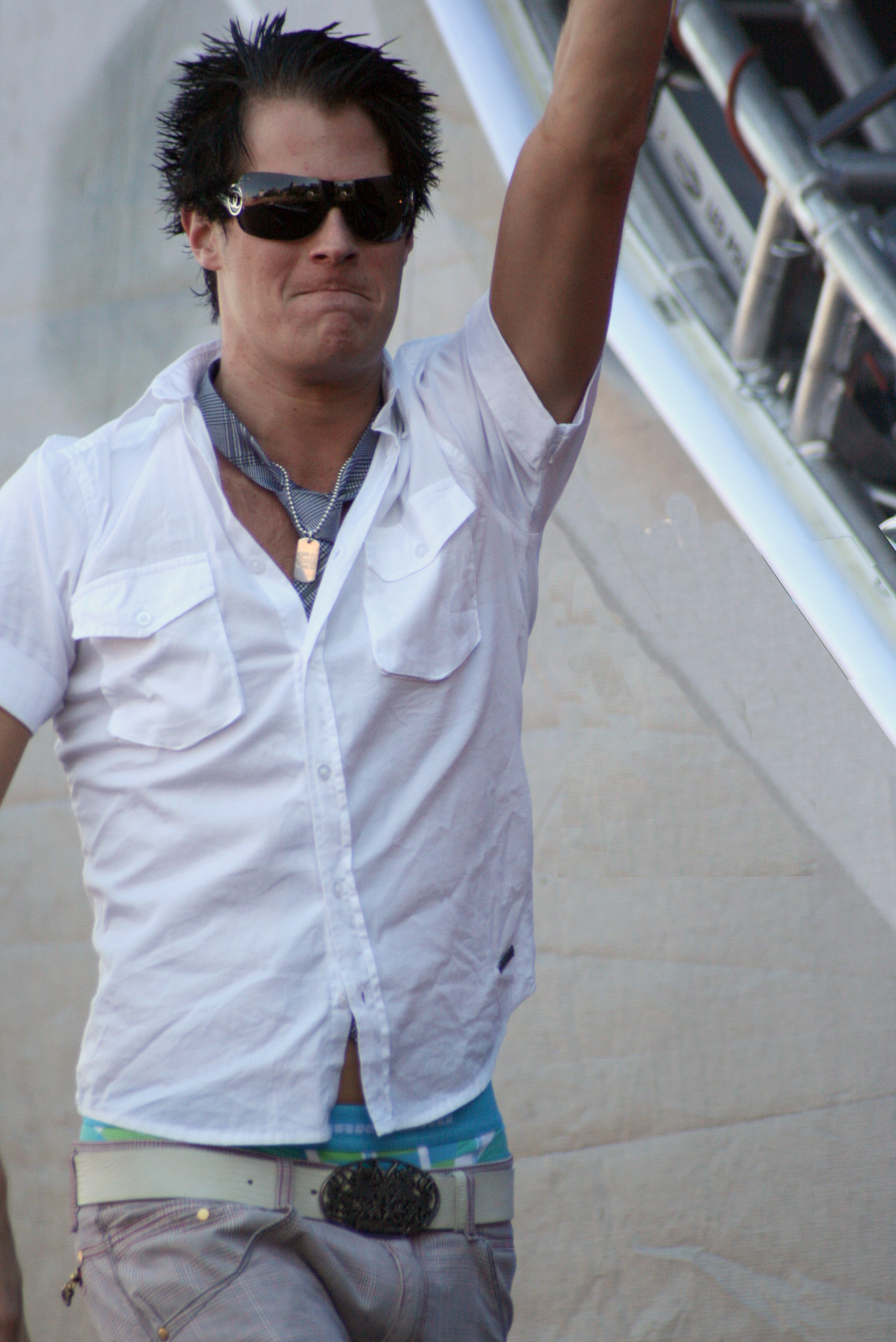
Basshunter (2007)

Halmstadban született egy híres svéd strand, Tylösand közelében. 2001-ben kezdett el zenéket írni a Fruity Loops program segítségével. 2004-ben kiadta első albumát, a The Bassmachine-t. 2006-ban The Old Shit és The Bass Machine a saját honlapján keresztül. Érdeklődése a zene iránt egyre növekedett. Interneten terjesztett demódalainak köszönhetően több diszkó is állásajánlattal kereste meg.
2006 áprilisában aláírta első megállapodását a Warner Music-kal, és kibocsátotta a Boten Anna. A dal azonnal slágerré vált Skandináviában, és ez lett az első svéd dal, amely bekerült a holland Top 40-be. Bemutatkozó albuma a Warnernél a LOL <(^^,)> címet viselte. 2007-ben kiadták a Boten Anna újrafelvételét Now You're Gone címen, amely hazánkban is nagy sikereket ért el. A The Daily Mirrornak elmondta, olyan legendákkal szeretne együttműködni, mint Madonna és Robbie Williams.
Tourette-szindrómás.

## Diszkográfia

### Stúdióalbumok
| The Bassmachine                                             | - Megjelenés: Augusztus 25, 2004 - Kiadó: Alex Music - Formátum: CD, digitális letöltés                            | —  | —  | —  | —  | —  | —  | —  | —  | — | —  |                                          |                                                  |
| LOL                                                         | - Megjelenés: Augusztus 28, 2006 - Kiadó: Warner Music Sweden - Formátum: CD, digitális letöltés, streaming        | 5  | 12 | 3  | 82 | 4  | 51 | —  | 19 | — | —  | - FIN: 33,365 - FRA: 11,020              | - IFPI DEN: 2× Platina - IFPI FIN: Platina       |
| Now You’re Gone – The Album                                 | - Megjelenés: Július 14, 2008 - Kiadó: Hard2Beat - Formátum: CD, CD+DVD, digitális letöltés, streaming             | 38 | 17 | —  | 6  | 35 | 36 | 2  | —  | 1 | 1  | - UK: 376,017 - NZL: 22,000 - FRA: 9,900 | - BPI: Platina - IFPI DEN: Arany - RMNZ: Platina |
| Bass Generation                                             | - Megjelenés: Szeptember 28, 2009 - Kiadó: Warner Music Sweden - Formátum: CD, 2×CD, digitális letöltés, streaming | —  | —  | 39 | 58 | —  | 41 | 16 | —  | 2 | 16 |                                          | - BPI: Ezüst                                     |
| Calling Time                                                | - Megjelenés: Május 13, 2013 - Kiadó: Gallo Record Company - Formátum: CD, digitális letöltés, streaming           | —  | —  | —  | —  | —  | —  | —  | —  | — | —  |                                          |                                                  |
| "—" nem szerepelt listán, vagy nem jelent meg az országban. | |    |    |    |    |    |    |    |    |   |    |                                          |                                                  |

### Válogatásalbumok
| Cím                        | Album részletek                                                                                   |
| -------------------------- | ------------------------------------------------------------------------------------------------- |
| The Old Shit               | - Megjelenés: 2006 - Kiadó: Self-released - Formátum: Digitális letöltés                          |
| The Early Bedroom Sessions | - Megjelenés: December 3, 2012 - Kiadó: Rush Hour - Formátum: 2×CD, digitális letöltés, streaming |

### Kislemezek
| Év   | Cím                                         | Chart pozíció | Chart pozíció | Chart pozíció | Chart pozíció | Chart pozíció | Chart pozíció | Chart pozíció | Chart pozíció | Chart pozíció | Chart pozíció | Chart pozíció | Chart pozíció | Chart pozíció | Chart pozíció | Chart pozíció | Album                       |
| Év   | Cím                                         | UK            | IRL           | SWE           | NLD           | FIN           | DEN           | NOR           | AUT           | GER           | SWZ           | FRA           | EUR           | US Dance      | CAN           | NZ            | Album                       |
| ---- | ------------------------------------------- | ------------- | ------------- | ------------- | ------------- | ------------- | ------------- | ------------- | ------------- | ------------- | ------------- | ------------- | ------------- | ------------- | ------------- | ------------- | --------------------------- |
| 2004 | The Big Show                                | —             | —             | —             | —             | —             | —             | —             | —             | —             | —             | —             | —             | —             | —             | —             | The Bassmachine             |
| 2006 | Welcome to Rainbow                          | —             | —             | —             | —             | —             | —             | —             | —             | —             | —             | —             | —             | —             | —             | —             | —                           |
| 2006 | Boten Anna                                  | —             | —             | 1             | 2             | 4             | 1             | 3             | 2             | 9             | 45            | —             | 30            | —             | —             | —             | LOL <(^^,)>                 |
| 2006 | Vi sitter i Ventrilo och spelar DotA        | —             | 49            | 6             | 9             | 2             | 7             | 7             | 18            | 33            | —             | —             | —             | —             | —             | —             | LOL <(^^,)>                 |
| 2006 | Jingle Bells                                | 35            | —             | 13            | 31            | —             | —             | 9             | —             | —             | —             | —             | —             | —             | —             | —             | LOL <(^^,)>                 |
| 2006 | Vifta med händerna                          | —             | —             | 25            | —             | 7             | —             | —             | —             | —             | —             | —             | —             | —             | —             | —             | LOL <(^^,)>                 |
| 2007 | Now You're Gone                             | 1             | 1             | 2             | —             | 8             | 14            | 10            | 14            | 18            | 29            | 6             | 4             | 3             | 88            | 3             | Now You’re Gone – The Album |
| 2008 | Please Don't Go                             | —             | —             | 6             | —             | —             | —             | —             | —             | —             | —             | —             | —             | —             | —             | —             | Now You’re Gone – The Album |
| 2008 | All I Ever Wanted                           | 2             | 1             | 58            | —             | —             | —             | 3             | 15            | 35            | 37            | —             | 10            | —             | —             | 17            | Now You’re Gone – The Album |
| 2008 | Angel in the Night                          | 14            | 10            | 50            | —             | —             | —             | —             | —             | —             | —             | —             | 43            | —             | —             | —             | Now You’re Gone – The Album |
| 2008 | Russia Privjet (Hardlanger Remix)           | —             | —             | —             | —             | —             | —             | —             | —             | —             | —             | —             | —             | —             | —             | —             | Now You’re Gone – The Album |
| 2008 | I Miss You                                  | 32            | —             | 45            | —             | —             | —             | —             | —             | 70            | —             | —             | 87            | —             | —             | —             | Now You’re Gone – The Album |
| 2009 | Walk on Water                               | 76            | —             | —             | —             | —             | —             | —             | —             | —             | —             | —             | —             | —             | —             | —             | Now You’re Gone – The Album |
| 2009 | Al final                                    | —             | —             | —             | —             | —             | —             | —             | —             | —             | —             | —             | —             | —             | —             | —             | —                           |
| 2009 | Every Morning                               | 17            | 17            | 13            | —             | —             | —             | —             | —             | 76            | —             | —             | 49            | —             | —             | 14            | Bass Generation             |
| 2009 | I Promised Myself                           | 94            | —             | —             | —             | —             | —             | —             | —             | —             | —             | —             | —             | —             | —             | —             | Bass Generation             |
| 2010 | Saturday                                    | 21            | 37            | —             | —             | —             | —             | —             | —             | —             | —             | —             | 59            | —             | —             | 14            | Calling Time                |
| 2011 | Fest i hela huset                           | —             | —             | 5             | —             | —             | —             | —             | —             | —             | —             | —             | —             | —             | —             | —             | Calling Time                |
| 2012 | Northern Light                              | —             | —             | —             | —             | —             | —             | —             | —             | —             | —             | —             | —             | —             | —             | —             | Calling Time                |
| 2012 | Dream on the Dancefloor                     | —             | —             | —             | —             | —             | —             | —             | —             | —             | —             | —             | —             | —             | —             | —             | Calling Time                |
| 2013 | Crash & Burn                                | —             | —             | —             | —             | —             | —             | —             | —             | —             | —             | —             | —             | —             | —             | —             | Calling Time                |
| 2013 | Calling Time                                | —             | —             | —             | —             | —             | —             | —             | —             | —             | —             | —             | —             | —             | —             | —             | Calling Time                |
| 2013 | Elinor                                      | —             | —             | —             | —             | —             | —             | —             | —             | —             | —             | —             | —             | —             | —             | —             | —                           |
| 2018 | Masterpiece                                 | —             | —             | —             | —             | —             | —             | —             | —             | —             | —             | —             | —             | —             | —             | —             | —                           |
| 2019 | Home                                        | —             | —             | —             | —             | —             | —             | —             | —             | —             | —             | —             | —             | —             | —             | —             | —                           |
| 2020 | Angels Ain't Listening                      | —             | —             | —             | —             | —             | —             | —             | —             | —             | —             | —             | —             | —             | —             | —             | —                           |
| 2021 | Life Speaks to Me                           | —             | —             | —             | —             | —             | —             | —             | —             | —             | —             | —             | —             | —             | —             | —             | —                           |
| 2022 | End the Lies (& Alien Cut)                  | —             | —             | —             | —             | —             | —             | —             | —             | —             | —             | —             | —             | —             | —             | —             | —                           |
| 2023 | Ingen kan slå (Boten Anna) (Victor Leksell) | —             | —             | 4             | —             | —             | —             | —             | —             | —             | —             | —             | —             | —             | —             | —             | —                           |